# FC町田ゼルビアをつくろう〜ゼルつく〜
『FC町田ゼルビアをつくろう〜ゼルつく〜』（エフシーまちだゼルビアをつくろう ゼルつく）は、インターネットテレビ局AbemaTVのAbemaSPECIAL2チャンネルで2019年3月7日から配信されているサッカー情報バラエティ番組。第2回よりAbemaSPECIALチャンネルに配信先が移動され、月一配信する。

## 概要
2018年10月にサイバーエージェントがFC町田ゼルビアの親会社になったことに伴いスタートしたFC町田ゼルビアのクラブ応援番組。AbemaTVとしては「リアリティショー」として位置づけており、クラブの人気を高め、盛り上げるための様々な“大作戦”をスタジアムなどの地域と番組視聴者から募集し、ゼルつく執行部と呼ばれるレギュラーゲストやサポーターたちで大作戦を実行していく様子をカメラで追う。サポーター（視聴者）とともにサッカーチームを育てていくことをコンセプトにし、番組をビデオゲームに見立てて、チーム紹介、および作戦遂行案を出し合い、実行していく。

## 内容
2019シーズンは人事、企画、会議、募集、調査、報告の6の分野にカテゴライズ、アイコン化され、1時間の番組内で進めていく。
出演者は課題を吸い上げクラブに反映する「運営部」、レポートなどサポーターの意見を拾い上げる「執行部」に分かれる。
駅から遠いスタジアム、駐車場問題など地域性に基づく難題も多いこともあり、町田市の地域情報も発信。
AbemaTV内ではゼルビア主催のホーム全試合を無料放送しており、番組中盤では簡単な試合結果報告、選手インタビューも行っている。また番組ラスト10分ほどは映像提供を受けているDAZNからのおすすめ情報としてUEFAヨーロッパリーグ、UEFAチャンピオンズリーグなどの海外のサッカー試合もダイジェストで配信されている。

## 出演者

### シーズンMC
- 谷原章介（ゼルつく代表）
  - FC町田ゼルビアを2006年ごろより応援している業界一のサポーター[4]。

### 2019シーズンMC
- 末吉瞳（ゼルつく秘書）
  - ミス青山学院大学2018準グランプリ。進行アシスタント。
- ゼルビー（ゼルつく運営部長）
  - チームマスコット。2018年Jリーグ・マスコット総選挙34位。運営部部長として出演。

### 2020シーズン準レギュラー
- 松木安太郎
- 井上玲音（Juice=Juice）
- 若林萌々
- 佐藤満春（どきどきキャンプ）
- 土佐兄弟

### 2019シーズン執行部
- 中野恵那
- 内藤秀一郎
- 井上玲音（こぶしファクトリー）
- 野村みな美（こぶしファクトリー）

## スタッフ
- プロデューサー：山西雄大[7]
- 制作著作：AbemaTV

## 音楽

### メインテーマ
- androp「Yeah! Yeah! Yeah!」
- こぶしファクトリー「Yes!We are family ～FC町田ゼルビアver.～」
- KEN THE 390「To The Next」

## 配信時間
- 木曜日 21:00 - 22:00（2019年3月7日 - 12月19日）#1 - #8
- 金曜日 22:00 - 22:30（2020年2月21日 - 2021年7月23日、2021年10月29日 - 2022年11月11日）#9 - #70#71、#80#81 - #115
- 金曜日 19:50 - 20:20（2021年8月6日 - 10月15日）#72#73 - #78#79
- 金曜日 21:30 - 21:57（2023年2月3日 - 12月22日）#116 - #139
- 月曜日 21:30 - 22:00（2024年2月5日 - ）#140 -